# Isaac Fotu
Isaac Mana Mei Langi Finau Fotu (York, 18 dicembre 1993) è un cestista neozelandese con cittadinanza britannica.

## Biografia
Nato a York in Inghilterra, da padre tongano e madre inglese.

## Carriera
Con la Nuova Zelanda ha disputato due edizioni dei Campionati mondiali (2014, 2019) e i Campionati oceaniani del 2015.